# Hidekatsu Yoshii
Pour les articles homonymes, voir Yoshii.
Hidekatsu Yoshii (吉井英勝, Yoshii Hidekatsu), né le 19 décembre 1942, est un homme politique japonais, membre de la Chambre des représentants ; il appartient au parti communiste japonais.

## Biographie
Originaire de Kyoto et diplômé de l'université de Kyoto en ingénierie nucléaire, il est élu pour le premier de ses trois mandats à l'assemblée municipale de Sakai en 1971, puis pour son unique mandat à l'assemblée de la préfecture d'Osaka en 1983. Après s'être présenté sans succès à la Chambre des conseillers en 1986, il est élu à la Chambre en 1988 mais perd son siège l'année suivante. En 1990, il est élu pour la première fois à la Chambre des représentants.

## Actions et opinions politiques

### Alerte sur les dangers posés par les centrales nucléaires
En 2006, Hidekatsu Yoshii alerte TEPCO et le gouvernement japonais des risques que pourraient poser un tremblement de terre suivi d'un tsunami pour la centrale nucléaire de Fukushima Daini,.

### Octroi du droit de vote aux résidents permanents
Hidekatsu Yoshii défend l’idée d'octroi du droit de vote aux résidents permanents pour les élections locales.